# Alfred (Maine)
Alfred és una població dels Estats Units i seu del comtat de York a l'estat de Maine (EUA). Segons el cens del 2000 tenia 2.497 habitants.

## Demografia
Segons el cens del 2000, Alfred tenia 2.497 habitants, 996 habitatges, i 682 famílies. La densitat de població era de 35,4 habitants per km².
Dels 996 habitatges en un 27,5% hi vivien nens de menys de 18 anys, en un 59% hi vivien parelles casades, en un 7,1% dones solteres, i en un 31,5% no eren unitats familiars. En el 26,2% dels habitatges hi vivien persones soles el 13,2% de les quals corresponia a persones de 65 anys o més que vivien soles. El nombre mitjà de persones vivint en cada habitatge era de 2,39 i el nombre mitjà de persones que vivien en cada família era de 2,88.
Per edats la població es repartia de la següent manera: un 21,5% tenia menys de 18 anys, un 6,5% entre 18 i 24, un 26,8% entre 25 i 44, un 26,1% de 45 a 60 i un 19,1% 65 anys o més.
L'edat mediana era de 42 anys. Per cada 100 dones de 18 o més anys hi havia 104,6 homes.
La renda mediana per habitatge era de 40.583 $ i la renda mediana per família de 47.625 $. Els homes tenien una renda mediana de 36.957 $ mentre que les dones 25.026 $. La renda per capita de la població era de 19.337 $. Entorn del 4,2% de les famílies i el 5,5% de la població estaven per davall del llindar de pobresa.